# Emil Caspari
Emil Edmund Caspari (ur. 8 maja 1877 w Łowiczu, zm. 29 kwietnia 1935 w Mysłowicach) – śląski polityk, poseł na Sejm Śląski II kadencji, wicemarszałek Sejmu Śląskiego w 1930 roku.

## Życiorys
Studiował nauki społeczno-ekonomiczne na Politechnice w Charlottenburgu, a następnie na uniwersytecie w Berlinie. Od lutego 1900 r. był członkiem Organizacji Zagranicznej Polskiej Partii Socjalistycznej w Belinie, a następnie w Zurychu. W 1901 r. uczestniczył w VI Zjeździe PPS zaboru pruskiego oraz brał udział w protestach ludności polskiej w Berlinie przeciw polityce Rzeszy wobec Polaków. Ujawnienie przekonań socjalistycznych spowodowało relegowanie go z uniwersytetu w lutym 1902 r. Udał się wówczas do Zurychu celem kontynuowania studiów.
Od połowy 1902 r. zamieszkał w Katowicach, gdzie rozwinął działalność socjalistyczną wśród polskich robotników, współpracował z „Gazetą Robotniczą” – pismem PPS zaboru pruskiego. W grudniu tego roku uczestniczył w VII Zjeździe PPS zaboru pruskiego. Przerwał tę działalność w 1903 r., wyjeżdżając ponownie do Zurychu, by kontynuować studia uniwersyteckie.
Do Katowic powrócił w 1906 r., ponownie wchodząc w skład zespołu redakcyjnego „Gazety Robotniczej”. Zaczął też prowadzić archiwum partyjne. Jako przedstawiciel redakcji wziął udział w X Zjeździe PPS zaboru pruskiego w lipcu 1907 r. w Zabrzu. W 1912 r. wystąpił z partii. 
W okresie 1918–1920 był związany z Niezależną Socjaldemokratyczną Partią Niemiec (USPD). Od 1920 r. był członkiem PPS. Włączył się w działania o polskość Śląska. W lipcu 1921 r. reprezentował PPS w Naczelnej Radzie Ludowej. Był prezesem oddziału Towarzystwa Uniwersytetu Robotniczego (TUR) na Górnym Śląsku.
W 1930 r. uzyskał mandat posła na Sejm Śląski II kadencji. Został wybrany jego wicemarszałkiem, pełniąc tę funkcję podczas skróconej kadencji w 1930 r.
Później związał się z Mysłowicami, w latach 1922–1925 pracował w tamtejszej bankowości, później był m.in. radcą majątkowym w tamtejszym urzędzie miejskim.
Został pochowany na cmentarzu ewangelickim w Mysłowicach.